# Samantha Leriche-Gionet
Pour les articles homonymes, voir Leriche et Boum.
Samantha Leriche-Gionet, connue aussi sous le pseudonyme de Boum, est une illustratrice et autrice de bande dessinée québécoise de nationalité canadienne née le 8 mars 1985.

## Biographie
Samantha Leriche-Gionet alias Boum a toujours vécu « dans l'Est de Montréal ». Elle suit des études en animation, d'abord au Cégep du Vieux Montréal puis elle obtient, en 2010, son diplôme à l'Université Concordia. En 2011, avec David Barlow-Krelina, elle concourt au Festival international du film d'animation d'Annecy dans la catégorie des films de fin d'études. Elle déclare apprécier les travaux de Marjane Satrapi, Ross Campbell, Tome et Janry, Zviane, Iris et Francis Desharnais.
À partir de 2011, après une participation au Hourly Comic Day, elle nourrit un webcomic appelé Boumeries, publié trois fois par semaine,. Cette série présente de « courtes anecdotes autobiographiques de quatre cases »,. Les volumes sont auto-édités à partir de 2011 et, en parallèle, l'autrice est « pigiste en animation et en illustration ». En 2011, le premier volume est récompensé par le prix Expozine de l’édition alternative dans la catégorie « Bande dessinée francophone ». En 2012, il fait partie des finalistes au prix Bédélys Québec, dans la catégorie « prix Bédélys Indépendant ». Le neuvième tome figure dans la sélection 2020 du prix Doug-Wright.
En 2012 paraît La Petite révolution, chez l'éditeur Front Froid ; le récit porte sur « Florence, une orpheline qui passe au travers une révolution sur les rythmes de Boris Vian ». L'ouvrage fait partie de la sélection au prix Ignatz dans la catégorie Outstanding online comics en 2016. En 2019, La Pastèque publie Nausées matinales et autres petits bonheurs, où l'artiste évoque la grossesse avec humour.
En 2020, elle gagne le prix Bédélys indépendant francophone pour le volume 10 des Boumeries. En 2022 paraît La Méduse, une bande dessinée à propos de la perte de vision progressive mais inévitable d'une jeune femme. Grâce à La Méduse, Boum est lauréate du Grand prix Québec BD 2023, du prix ACBD Québec 2023 du Prix BD des collégiens 2023-2024 et du Prix des libraires du Québec, volet bande dessinée Québec 2024. En 2024, La Méduse est traduite en anglais par Helge Dascher sous le titre The Jellyfish.

## Œuvres

### Bande dessinée
- Boumeries, auto-édition : 10 volumes entre 2011 et 2020.
- La petite révolution, Front Froid, coll. « Anticyclone », 2012  (ISBN 978-2-9810422-6-2)
- Capitaine aime-ton-mou contre les ténèbres du suif (dessin et couleurs), scénario de Guylaine Guay, Éditions de la Bagnole, coll. « La bagnole tout-terrain », 2018  (ISBN 978-2-89714-258-2)
- Nausées matinales et autres petits bonheurs, La Pastèque, 2019  (ISBN 978-2-89777-058-7)
- La Méduse, Pow Pow, Montréal, 2022, 228 p.  (ISBN 978-2-925114-17-8)

### Illustration
- Dominique et moi, textes de Dominique Demers, Fonfon, coll. « Histoires de lire » : 4 volumes. (BNF 45793903)
- Pétronille, textes d'Annie Bacon, Druide, coll. « Cromlech » : 6 volumes.

## Prix et distinctions
- 2011 : prix Expozine de l’édition alternative dans la catégorie « Bande dessinée francophone » pour Boumeries[7] ;
- 2020 : prix Bédélys indépendant francophone pour le volume 10 des Boumeries[13] ;
- 2023 :
  - Grand prix Québec BD pour La Méduse[15] ;
  - prix ACBD Québec 2023 pour La Méduse[16] ;
- 2024 :
  - Prix BD des collégiens 2023-2024 pour La Méduse[17] ;
  - Prix des libraires du Québec, volet bande dessinée Québec pour La Méduse[18].